# فابین وولوند
فابین وولوند (زاده ۷ نوامبر ۱۹۹۷) یک راننده اتومبیلرانی اهل کشور لیختن‌اشتاین که در سری مسابقات زنان شرکت میکرد.

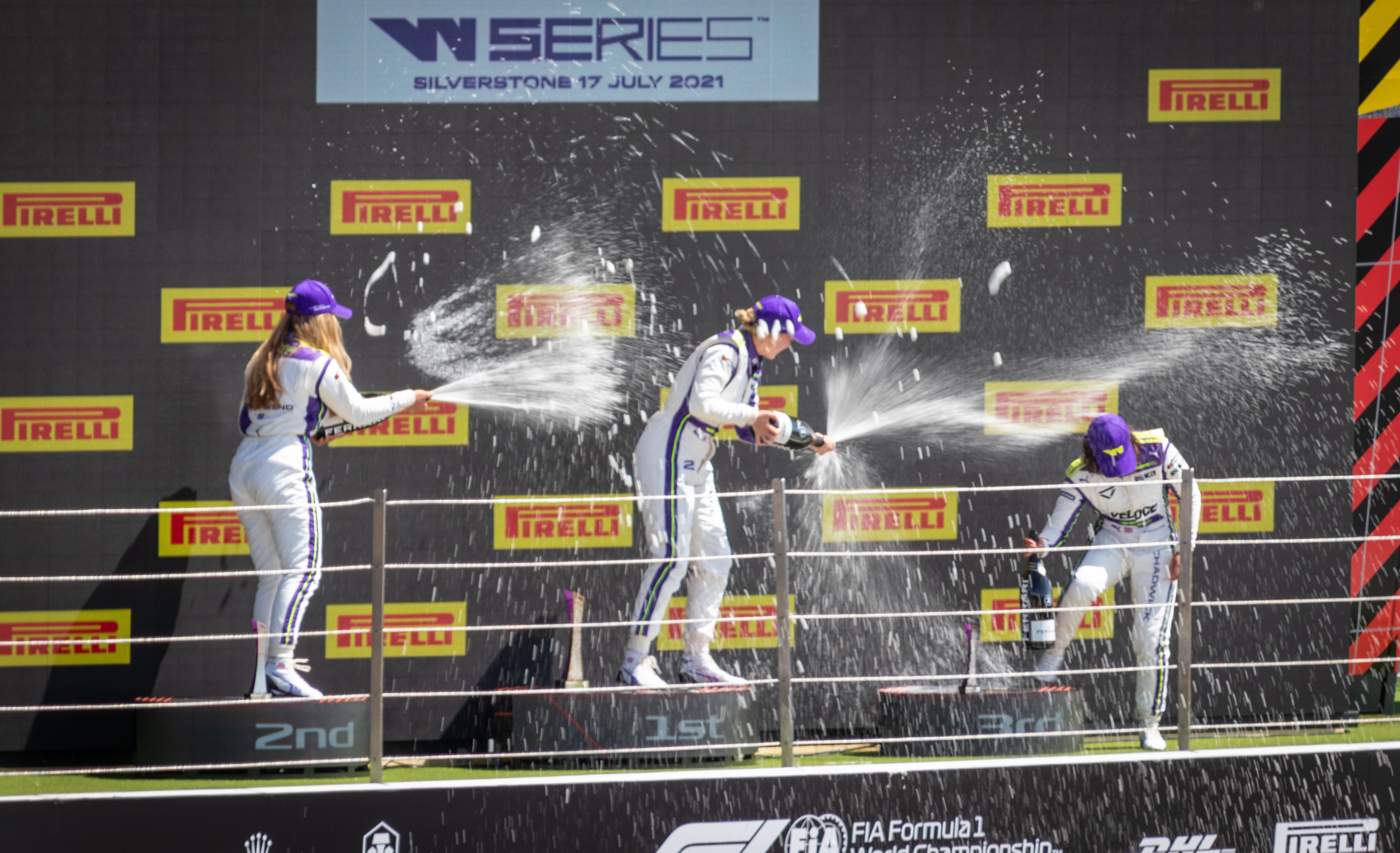
فابین وولوند در حال جشن گرفتن سکو خود در مسابقه بریتانیا فصل ۲۰۲۱ سری زنان